# A Loud House Christmas
A Loud House Christmas (Una Navidad muy Loud en Hispanoamérica y Una Navidad de Locos en España) es una película de comedia navideña estadounidense de 2021, siendo una adaptación de acción real basada en la serie de animación de Nickelodeon The Loud House. La película está dirigida por Jonathan Judge, escrita por Liz Maccie, y protagonizada por William López Salas, Wolfgang Schaeffer, Jahzir Bruno, Lexi DiBenedetto, Dora Dolphin, Sophia Woodward, Catherine Ashmore Bradley, Morgan McGill, Aubin Bradley, Lexi Janicek, Mia Allan, Ella Allan, Charlotte Anne Tucker, Lainey Jane Knowles y Muretta Moss, mientras que Catherine Taber y Brian Stepanek retoman sus respectivos papeles de la serie de animación como Katherine Mulligan y Lynn Loud Sr., respectivamente. Es la primera obra de acción real y segunda película de la franquicia, después de The Loud House Movie, se emitió en Nickelodeon el 26 de noviembre de 2021, y comenzó a transmitirse en Paramount+ el mismo día.
Una serie de televisión secuela de acción real llamada The Really Loud House, con varios miembros del reparto de la película, se estrenó el 3 de noviembre de 2022.

## Argumento
La familia Loud se está preparando para la Navidad mientras Lincoln menciona que la Navidad puede ser bastante agitada en la Casa Loud. Todos se reúnen en la cocina para desayunar excepto Lori, que está en la Universidad de Fairway. Lori menciona en el videochat que sería demasiado venir a reunirse con ellos. Lincoln no está de acuerdo ya que la Navidad se trata de estar juntos. Todos los demás mencionan que tienen algo más que hacer: Luna se va a esquiar con Sam, Luan tiene un trabajo en la residencia de ancianos Sunset Canyon, y Lynn padre y Rita planean llevar a todos los demás a Miami Beach, Florida. Lincoln recibe un paquete que resulta ser un tobogán para 13 personas para usar en Tall Timbers Hill y lo abre delante de su familia sólo para descubrir que se rompió durante la entrega.
Lincoln con su mejor amigo Clyde, elaboran un plan para reunir a la familia por Navidad. Hacen que Lori eche de menos su casa, engañan a Luna haciéndole creer que Mick quiere improvisar con ella, construyen un Sharkodile con el atrezzo de las películas de la familia de Clyde y los tíos de Huesos L. Loud Jr. se disfrazan de ancianos en la residencia de ancianos Sunset Canyon para gastar bromas suficientes como para que Pop-Pop cancele la actuación de Luan. Lori le pide a Bobby que la lleve a Royal Woods. Por Suerte: el Sr. Smee Santiago Casagrande lleva a Lori y Bobby en una camioneta de color negra. Más tarde, mientras se prepara para la ceremonia de iluminación del árbol, Lincoln descubre que sólo ha empeorado las cosas para la familia, habiendo rociado accidentalmente el repelente Sharkodile hecho a medida por Lisa en Lynn padre causándole no ver bien, perder el equilibrio y tener un habla ininteligible.
Mientras Rita va a recoger a Lori, Bobby y Smee Lincoln intenta llamar a Katherine Mulligan para decirle que la criatura no es real, pero ella cree que le está gastando una broma. Entonces, él, Clyde y Huesos pilotan el Sharkodile por la avenida Franklin, donde arrastran algunos de los adornos de la Casa Loud. Lo estrellan contra el centro comercial Royal Woods justo cuando los Loud, los McBrides, Rip y Katherine lo alcanzan mientras Pop-Pop está entre los que lo ven en las noticias. Lincoln confiesa a todos la verdad de que no quería que su familia estuviera separada en Navidad. Su familia le perdona y sus padres admiten que no se puede romper ninguna tradición navideña.
El día de Navidad, todos abren sus regalos. Mientras menciona que tiene 300 horas de servicio comunitario por el incidente del Sharkodile, Lincoln también menciona que Luna y Sam tienen su viaje de esquí de nuevo en marcha, el concierto de Luan se restablece por Pop-Pop, Lori se llevará de nuevo a la Universidad de Fairway, y el resto de la familia se dirigirá a Miami. Rita dirige a la familia en la presentación a Lincoln del tobogán reconstruido llamado Sledzilla. Con la ayuda del exitoso experimento de Lisa, Lincoln, sus hermanas, sus padres, Clyde y Huesos tienen una pelea de bolas de nieve. Luego bajan en trineo por la colina Tall Timbers.

## Reparto
Wolfgang Schaeffer como Lincoln Loud
- Jahzir Bruno como Clyde McBride
- Lexi DiBenedetto como Lori Loud
- Dora Dolphin como Leni Loud
- Sophia Woodward como Luna Loud
- Catherine Ashmore Bradley como Luan Loud
- Morgan McGill como Lynn Loud
- Aubin Bradley como Lucy Loud
- Mia Allan como Lana Loud
- Ella Allan como Lola Loud
- Lexi Janicek como Lisa Loud
- Charlotte Ann Tucker y Lainey Jane Knowles como Lily Loud
- Catherine Taber como Katherine Mulligan
- Muretta Moss como Rita Loud
- Brian Stepanek como Lynn Loud Padre

Matt Van Smith como Bobby Santiago
- Zoë DuVall como Sam Sharp
- Justin Michael Stevenson como Howard McBride
- Marcus Folmar como Harold McBride
- Bill Southworth como Pop-Pop
- Jill Jane Clements como Scoots
- Gail Everett-Smith como Nana Gayle
- Jeff Bennett como la voz de Mick Swagger
- Brian Patrick Wade como Rip Hardcore
- John Mullins como Santa Claus del centro comercial
- Garrett Hammond como Bill el repartidor
- Kathleen Shugrue como Audrey Hoffman
- Sharon Frank como residente de Sunset Canyon
- Joy A. Kennelly como compradora
- Courtney Mason como Entrenadora de la Universidad de Fairway

## Producción
La película se anunció por primera vez el 19 de febrero de 2020. El proyecto se retrasó y finalmente el 18 de marzo de 2021 se anunció que la producción comenzaría el mes siguiente. Ese mismo día, se anunció que William López Salas, Wolfgang Schaeffer había sido elegido para el papel de Huesos, Lincoln y Jahzir Bruno para el de Clyde. La producción comenzó en abril de 2021 en Atlanta con el título provisional The Loud House: A Very Loud Christmas!. El 23 de agosto de 2021 Nickelodeon reveló el reparto completo. La película se estrenó en Nickelodeon y Paramount+ el 26 de noviembre de 2021, como se había anunciado previamente el 15 de octubre de 2021.

## Banda sonora
| N.º | Título                | Artista(s) | Duración |  |
| 1.  | «Loud Christmas»      | Doug Rockwell, Michelle Lewis and Jonathan Hylander | 1:34     |  |
| 2.  | «Dangerous»           | Grayson DeWolfe, Oh, Hush!, Nick Urata and Christopher Sernel | 2:02     |  |
| 3.  | «Holiday Energy»      | Nick Urata, Alex Geringas, Charity Daw and Josh Edmondson | 1:32     |  |
| 4.  | «Christmas Together»  | Grayson DeWolfe, Tina Parol, Oh, Hush!, Nick Urata and Christopher Sernel | 1:59     |  |
| 5.  | «It's Christmas Time» | Sophia Woodward, Wolfgang Schaeffer, Jahzir Bruno, Lexi DiBenedetto, Dora Dolphin, Catherine Ashmore Bradley, Morgan McGill, Aubin Bradley, Lexi Janicek, Ella Allan, Mia Allan, Catherine Taber, Muretta Moss, Brian Stepanek, Jill Jane Clements, Dani Poppitt, Hope Bartimioli Thal, Alex Geringas, Nick Urata and Michael Himelstein | 1:40     |  |

## Estreno
La película se estrenó el 26 de noviembre de 2021 en Nickelodeon y Paramount+.

## Recepción
El especial obtuvo un 1.9/383,000 entre los niños de 2 a 11 años, un 2.1/252,000 entre los niños de 6 a 11 años y 881,000 espectadores totales en Live+Same Day, convirtiéndose en la emisión de entretenimiento infantil más vista de 2021. El estreno original tuvo 3.1 millones de visitas.

## Serie de televisión secuela
El 24 de marzo de 2022 se anunció el encargo de una serie de televisión de acción real secuela de A Loud House Christmas para el servicio de streaming Paramount+, con los principales miembros del reparto de la película retomando sus papeles, en particular Wolfgang Schaeffer como Lincoln y Jahzir Bruno como Clyde, siendo la película considerada retroactivamente el piloto de televisión de la serie. El rodaje de la serie comenzó en Albuquerque, Nuevo México en junio de 2022. En septiembre de 2022, se anunció que la serie, titulada The Really Loud House, se estrenaría en cambio en Nickelodeon. El 5 de octubre de 2022 se anunció que la serie se estrenaría el 3 de noviembre de 2022.